# Ceratobasidium setariae
Ceratobasidium setariae é uma espécie de fungo pertencente à família Ceratobasidiaceae.